# SP-122
A SP-122 é uma rodovia radial do estado de São Paulo, administrada pelo Departamento de Estradas de Rodagem do Estado de São Paulo (DER-SP).

## Denominações
Recebe as seguintes denominações em seu trajeto:
	Nome:		Antonio Adib Chammas, Deputado
- De – até:	 Ribeirão Pires – Distrito de Paranapiacaba (Santo André)
- Legislação:		LEI 5.617 DE 23/04/87

## Descrição
Principais pontos de passagem: SP 031 (Ribeirão Pires) – Paranapiacaba

## Características

### Extensão
- Km Inicial: 36,100
- Km Final: 52,000

### Localidades atendidas
- Ribeirão Pires
- Rio Grande da Serra
- Santo André
- Paranapiacaba